# Златни рог
Златни рог (тур. Haliç — Халич, Altın Boynuz = „Златни рог“; грч.  [] = „Златни рог“; лат. Sinus Ceratinus) је естуар Босфора који са Мраморним морем ствара мало полуострво (које се данас назива историјско полуострво) на коме се из античког Византиона развио византијски Цариград. Он је представљао природну луку византијске престонице чији је улаз за време напада на град заграђиван великим металним ланцем који је спречавао улазак бродова у њега и штитио град од напада са те стране. Сам ланац је више пута одиграо своју улогу у одбрани града, а његов значај се показао током крсташке опсаде града 1204. године када су тек након заузимања четврти Пере, паљења Великог Бастиона и уклањања ланца, крсташи уз помоћ бродова продрли у град и заузели га управо преко морског бедема на Златном рогу.
Данас је он са развојем града изгубио свој значај као велико пристаниште, али зато игра битну улогу у склопу градског превоза који се обавља по води, али и као специфична туристичка атракција коју представља стари Галата мост (који се некада подизао) са својим ресторанима. Данас се на обе његове обале налазе стамбени квартови, док је само приобаље претворено у уређене кејеве на којима се, између осталог, налази и тзв. бугарска Гвоздена црква Светог Стефана, а у воде залива се више не испушта индустријски отпад. Поред моста Галата који се налази на улазу у залив, Златни рог је премошћен на још два места мостом Ататурк и Халич. Занимљиво је споменути да је идејно решење о мосту преко њега без стубова у дужини од 240 m направио 1502. године Леонардо да Винчи, међутим његова идеја никада није спроведена у дело, али је послужила као идејно решење за подизање нешто мањег моста у Норвешкој.